# Togrul Asgarov
Togrul Asgarov (* 17. září 1992 Gjandža) je ázerbájdžánský zápasník–volnostylař, olympijský vítěz z roku 2012.

## Sportovní kariéra
Je rodákem z obce Nizami nedaleko Gjandže. Zápasení se věnoval od útlého dětství po vzoru svého dědy Samandera Husejnova, bývalého reprezentanta Ázerbájdžánské SSR v zápasu sambo. Od 10 let navštěvoval v Gjandže judistický kroužek Ramize Mammadova. Ve 13 letech se dostal na volnostylařský trénink Elčina Husejnova, který ho přesvědčil, aby se zaměřil na volný styl. V 17 letech si ho jako dorosteneckého mistra Evropy stáhli trenéři do Baku, kde se připravoval v tréninkovém středisku Neftçi pod vedením Elmana Asgarova. V záři 2010 reprezentoval Ázerbájdžán na seniorském mistrovství světa v Moskvě, kde v necelých 18 letech obsadil druhé místo ve váze do 55 kg.
Od roku 2011 startoval ve váze do 60 kg, ve které se v roce 2012 prvním místem na evropské olympijské kvalifikaci v Sofii kvalifikoval na olympijské hry v Londýně. V Londýně potvrdil roli černého koně postupem do finále proti ruskému osetu Besiku Kuduchovi. Úvodní set vyhrál hodem 1:0 na technické body. V úvodu druhého setu vytlačil svého soupeře koršunem mimo žíněnku a vedl 3:0 na technické body. Další bod přidal za druhé vytlačení soupeře z hrací plochy a druhý set dotáhl do vítězného konce 5:0 na technické body. Vítězstvím dva 2:0 na sety se stal druhým nejmladším olympijským vítězem v zápasu ve volném stylu po albánském Makedonci Šabanu Trstenovi.
Od roku 2013 přestoupil do vyšší váhy do 65 (66) kg. K vrcholové přípravě mu však bránili zdravotní okolnosti způsobené zhoršenou životosprávou z psychických problémů – smrt dědy, hledání motivace. Do své staré olympijské formy se vrátil teprve po dvou letech v roce 2015, kdy se připravil na domácí Evropské hry v Baku. V roce 2016 obhajoval zlatou olympijskou medaili na olympijských hrách v Riu. Do Ria přijel výborně připraven. V semifinále porazil úřadujícího mistra světa Franka Chamiza z Itálie těsně 6:4, po neuznaném protestu Italů 7:4 na technické body. Ve finále proti ruskému osetu Soslanu Ramonovi se začátkem druhé minuty dopustil osudové chyby. Po prohraném boji o úchop ho soupeř porazil útokem na nohy na zem za 4 technické body. Ke všemu se při pádu bouchnul do hlavy a to se ukázalo jako rozhodující v celém zápasu. Jeho trenéři nevyhodnotili vážnost situace a nechali ho otřeseného bez ošetření pokračovat. Ramonov jeho snížených reakcí okamžitě využil a dalším porazem za 4 technické body navýšil vedení na 9:0. Začátkem druhé minuty zápasu se nechal vytlačit ze žíněnky a prohrál na technickou převahu soupeře 0:11. Získal stříbrnou olympijskou medaili.
V březnu 2017 byl pozitivně testován na látku higenamine, která byla ten rok WADou nově zařazena na seznam zakázaných látek. Higenamine pomáhá upravovat tělesnou hmotnost. Za neinformovanost ohledeně zákazu této látky dostal roční zákaz startu. Od roku 2018 startuje ve váze do 74 kg.

## Výsledky
| Olympijské hry     |    |    |    |     | 1. |   |     |    | 2. |  |  |  |  |  |  |  |  |  |  |  |  |  |  |  |  |
| Mistrovství světa  |    |    | 2. | —   |    | — | —   | 5. |    |  |  |  |  |  |  |  |  |  |  |  |  |  |  |  |  |
| Evropské hry       |    |    |    |     |    |   |     | 1. |    |  |  |  |  |  |  |  |  |  |  |  |  |  |  |  |  |
| Mistrovství Evropy |    |    | —  | úč. | 1. | — | úč. | 1. | —  |  |  |  |  |  |  |  |  |  |  |  |  |  |  |  |  |
| MS juniorů         | —  | —  | 2. | 1.  | —  |   |     |    |    |  |  |  |  |  |  |  |  |  |  |  |  |  |  |  |  |
| ME juniorů         | —  | —  | 1. | —   | —  |   |     |    |    |  |  |  |  |  |  |  |  |  |  |  |  |  |  |  |  |
| ME dorostenců      | 1. | 1. |    |     |    |   |     |    |    |  |  |  |  |  |  |  |  |  |  |  |  |  |  |  |  |